# Ruées vers l'or en Australie

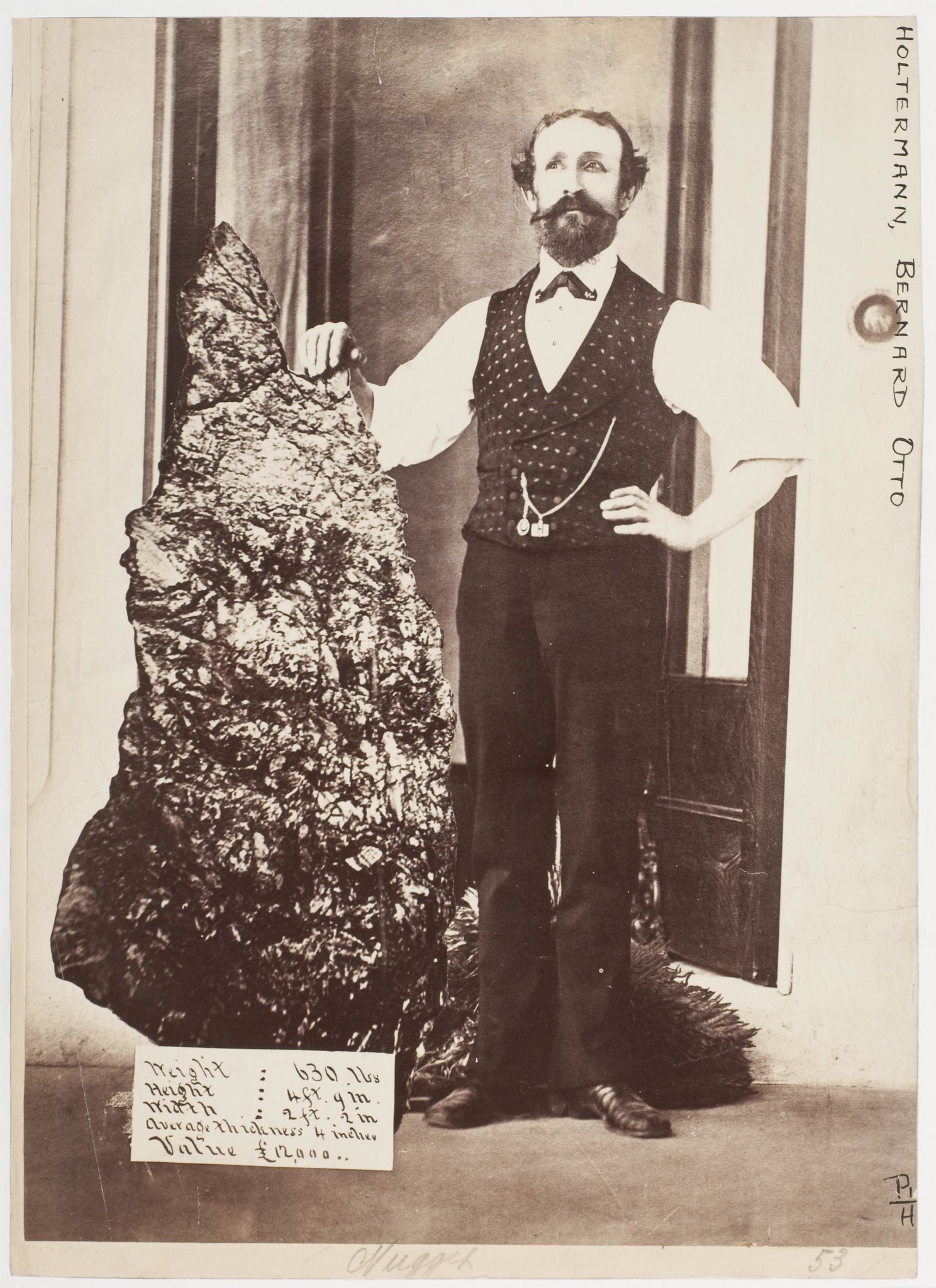
L'amas d'or de Hill Hend, 1872. Nom : Plaque de Holterman. Poids : 235 kg. Hauteur : 142 cm.

Les ruées vers l'or en Australie ont commencé en 1851, lorsqu'un prospecteur, Edward Hammond Hargraves revendiqua avoir découvert de l'or près de Bathurst, en Nouvelle-Galles du Sud, en un lieu qu'il appela Ophir. Six mois plus tard, de l'or était trouvé au Victoria, d'abord à Warrandyte et Ballarat puis, un peu plus tard, à Bendigo Creek. De l'or a été trouvé plus tard dans toutes les autres colonies australiennes (connues plus tard comme des États ou Territoires). Quelques-unes des plus grosses pépites y sont découvertes : en 1858, une pépite de 69 kg et en 1869, la plus grosse pépite jamais trouvée, la Welcome Stranger, de 72 kg. En 1872, le plus gros amas d'or, mêlé de quartz, est découvert à Hill Hend. Il pèse 235 kg.
Durant les années 1850 et 1860, de nombreux chercheurs d'or, déçus de la Californie, sont attirés par la facilité de la prospection : la poussière d'or jonche parfois le sol et les grosses pépites sont courantes. Ceci provoque une rapide expansion de la population qui passe en dix ans de 400 000 à 1,2 million d'habitants et un début de développement économique. Des bourses pour l'échange des valeurs des sociétés minières sont ouvertes, notamment celle de Charters Towers qui devient pour quelques années l'une des plus grandes bourses du monde. Cette rapide croissance provoque aussi certaines tensions sociales - comme la rébellion d'Eureka Stockade en 1854 - ce qui a accéléré l'introduction du suffrage universel au Victoria et peut être considéré comme la première expression d'un sentiment national. Au cours de cette période d'euphorie des années 1850 et 1860, on commença la construction d'un grand nombre de bâtiments institutionnels dans des villes comme Melbourne et Geelong.
Les bushrangers connurent certainement leur apogée à l'époque de la ruée vers l'or.
En 1881, de l'or est trouvé dans le désert, ce qui conduit 500 000 personnes à migrer vers Perth dans l'espoir de faire fortune. Toutes ne restent pas mais l'afflux de main d'œuvre contribue au développement de la ville.
D'autres ruées vers l'or ont eu lieu en Australie, notamment en 1910 et 1950. Dans les années 2010, une émission de téléréalité suit des chercheurs d'or australiens pendant plusieurs saisons.

## Principaux sites
- Ruée vers l'or au Victoria
- Ruées vers l'or en Australie-Occidentale
- Ruée vers l'or en Nouvelle-Galles du Sud